# Lakewood (Colorado)
Lakewood és una població dels Estats Units a l'estat de Colorado. Segons el cens del 2008 tenia 140.989 habitants.

## Demografia
Segons el cens del 2000, Lakewood tenia 144.126 habitants, 60.531 habitatges, i 36.500 famílies. La densitat de població era de 1.338 habitants per km².
Dels 60.531 habitatges en un 27,4% hi vivien nens de menys de 18 anys, en un 45,1% hi vivien parelles casades, en un 10,8% dones solteres, i en un 39,7% no eren unitats familiars. En el 30,7% dels habitatges hi vivien persones soles el 7,8% de les quals corresponia a persones de 65 anys o més que vivien soles. El nombre mitjà de persones vivint en cada habitatge era de 2,32 i el nombre mitjà de persones que vivien en cada família era de 2,92.
Per edats la població es repartia de la següent manera: un 22,2% tenia menys de 18 anys, un 9,6% entre 18 i 24, un 32,4% entre 25 i 44, un 23,6% de 45 a 60 i un 12,1% 65 anys o més.
L'edat mediana era de 36 anys. Per cada 100 dones de 18 o més anys hi havia 95,5 homes.
La renda mediana per habitatge era de 48.109 $ i la renda mediana per família de 57.171 $. Els homes tenien una renda mediana de 39.800 $ mentre que les dones 31.128 $. La renda per capita de la població era de 25.575 $. Entorn del 4,8% de les famílies i el 7,1% de la població estaven per davall del llindar de pobresa.

## Poblacions més properes
El següent diagrama mostra les poblacions més properes.